# Kempes (football)
Pour les articles homonymes, voir Kempes.
Everton Kempes dos Santos Gonçalves dit Kempes est un footballeur brésilien né le 3 août 1982 à Recife (Brésil) et mort le 28 novembre 2016 à La Unión (Colombie) à la suite du crash du Vol 2933 LaMia Airlines. Il évolue au poste d'attaquant.

## Biographie
Kempes joue dans plusieurs clubs brésiliens, notamment Ipatinga, Portuguesa, Ceará et l'América MG.
En 2012, il quitte son pays natal et s'en va jouer dans le championnat japonais, avec le club du Cerezo Osaka, en prêt. En janvier 2013, il signe en faveur d'un club de deuxième division japonaise, le JEF United Chiba. Il inscrit 22 buts avec cette équipe lors de la saison 2013, ce qui fait de lui le meilleur buteur du championnat. Lors de cette saison, il est l'auteur d'un quadruplé contre le Giravanz Kitakyushu en janvier 2013, puis d'un triplé contre le Roasso Kumamoto en octobre 2013.
En 2015, il retourne au Brésil, et s'engage avec le club de Joinville. Il signe l'année suivante à Chapecoense. Il participe avec ces deux dernières équipes à la Copa Sudamericana. Il joue six matchs dans cette compétition.
Le bilan de la carrière de Kempes en Serie A brésilienne s'élève à 100 matchs joués, pour 25 buts inscrits.

## Palmarès
- Vainqueur du championnat de Santa Catarina en 2016 avec Chapecoense